# Giovanni Ziggiotto
Giovanni Ziggiotto (Salussola, 22 juli 1954 - Rijeka, 29 juni 1977) was een Italiaans motorcoureur. 
Giovanni Ziggiotto was geboren in Salussola, maar had een motorzaak in Ivrea. In 1974 begon hij deel te nemen aan motorraces. 

## Carrière
In 1975 en 1976 werd hij in de 50cc-klasse Italiaans juniorenkampioen. In 1976 werd hij ook Italiaans heuvelklimkampioen in de 50cc-klasse. 
In dat jaar debuteerde hij ook in het 50cc-wereldkampioenschap wegrace, maar hij reed alleen in de GP des Nations in Mugello, waar hij dertiende werd. 
In 1977 stapte hij over naar de 125cc-klasse. Met een Morbidelli werd hij vierde in de Grand Prix van Duitsland en in de Grand Prix van Spanje en zesde in de Franse Grand Prix, maar in zijn thuiswedstrijd in Imola viel hij uit. In de 125cc-klasse stond Giovanni Ziggiotto na slechts vier starts echter al op de vijfde plaats in het wereldkampioenschap.

## Overlijden
In de 250cc-klasse trad hij aan met een Yamaha TZ 250, maar hij wist zich in voor geen enkele race te kwalificeren. Voor de Grand Prix van Joegoslavië kreeg hij van het Zwitserse Elit-team een 250cc-Harley-Davidson, omdat zijn team, gesponsord door de gebroeders Mainini, niet naar Joegoslavië afreisde. Tijdens de trainingen kreeg de machine een vastloper, waardoor Ziggiotto viel. De Zweed Per-Edvard Carlsson kon hem niet meer ontwijken en overreed hem. Giovanni Ziggiotto werd zwaargewond naar het ziekenhuis van Rijeka gebracht waar hij elf dagen later, op 29 juni, overleed, zonder bij bewustzijn te zijn geweest. 

## Gevolgen
Het Circuit Opatija stond al jarenlang ter discussie. In 1974 was de onder zijn collega's geliefde coureur Billie Nelson verongelukt en toen had de FIM al besloten het circuit onmiddellijk van de kalender te schrappen. Toch slaagde men erin om in 1975 weer op de lijst te staan. Dat de coureurs er überhaupt nog reden lag voor een deel aan de waardering die ze hadden voor de organisatie, die vreselijk haar best deed dit stratencircuit zo veilig mogelijk te maken en ook voor de races van 1977 had de Fédération Internationale de Motocyclisme weer extra veiligheidsmaatregelen geëist. Het circuit was echter moeilijk veiliger te maken. Men had te maken met hoge rotswanden en trottoirbanden en de steeds sneller wordende motoren. In 1977 verongelukte tijdens de 50cc-race ook de Zwitser Ulrich Graf. Bovendien raakten 19 coureurs gewond. Omdat de Joegoslavische Grand Prix nu definitief van de kalender dreigde te verdwijnen versnelde men de bouw van een nieuw, permanent circuit, het Automotodrom Grobnik in Rijeka, waar de Grand Prix vanaf 1978 werd georganiseerd.
De gebroeders Mainini wisten niets van de overeenkomst van Ziggiotto met het Elit-team en lazen in de krant over zijn overlijden. Zij dachten daarom dat het om een vergissing ging. 

## Wereldkampioenschap wegrace resultaten
(Races in vet zijn pole-positions; races in cursief geven de snelste ronde aan)
| Jaar | Klasse | Motorfiets    | 1     | 2     | 3      | 4       | 5      | 6      | 7       | 8     | 9     | 10 | 11    | 12    | 13 | Punten | Plaats | Overwinningen |
| ---- | ------ | ------------- | ----- | ----- | ------ | ------- | ------ | ------ | ------- | ----- | ----- | -- | ----- | ----- | -- | ------ | ------ | ------------- |
| 1976 | 50 cc  | MTK           | FRA - |       | NAT 13 | JOE -   |        | NED -  | BEL -   | ZWE - | FIN - |    | DUI - | SPA - |    | 0      | -      | 0             |
| 1977 | 125 cc | Morbidelli    | VEN - | OOS - | DUI 4  | NAT DNF | SPA 4  | FRA 6  |         |       |       |    |       |       |    | 21     | 12e    | 0             |
| 1977 | 250 cc | Yamaha TZ 250 | VEN - |       | DUI -  | NAT -   | SPA NQ | FRA NQ | JOE (†) |       |       |    |       |       |    | 0      | -      | 0             |